# Центральне статистичне управління Ірландії
Центральне статистичне управління Ірландії (ЦСУІ; англ. Central Statistics Office, CSO; ірл. An Phríomh-Oifig Staidrimh /ənʲ ˈfʲɾʲiːw-ɛfʲəɟ st̪ˠadʲɾʲəw/ Ань-Фрів-Ефедь-Стадрев) — статистична установа, відповідальна за збирання «інформації, пов'язаної з економічною, громадською та спільною діяльністю та умовами» в Республіці Ірландія, особливо за проведення національних переписів, які проводять кожні п'ять років.
ЦСУІ підзвітне прем'єр-міністру Ірландії. Його головна контора розташована в місті Корк. Офіційно ЦСУІ створено на підставі статистичного акту 1993 року (Statistics Act, 1993 [Архівовано 18 серпня 2015 у Wayback Machine.]) з метою скоротити число окремих установ, відповідальних за збирання статистики для держави.
Фактично ЦСУІ існувало від червня 1949 року, як особливий незалежний відділ у рамках Департаменту прем'єр-міністра. Обсяг його роботи істотно зріс у наступні десятиліття, особливо з приєднанням Ірландії до Європейської спільноти 1973 року. Після створення Ірландської вільної держави 1922 року і до реформ 1949 року статистичні відомості збирав відділ статистики (Statistics Branch) Міністерства підприємництва, торгівлі та праці. Відділ статистики об'єднував низку організацій, що збирали статистичні відомості від 1841 року, коли Королівська Ірландська поліція провела перший загальний перепис населення Ірландії.
Нині генеральним директором ЦСУІ Падрайг Далтон (Pádraig Dalton).